# Area 51 (jeu vidéo, 1995)
Pour les articles homonymes, voir Area 51.
Area 51 est un jeu d'arcade de tir à la première personne développé et édité par Atari Games en 1995. Il tire son nom des installations militaires de la zone 51. Le jeu est porté sur PlayStation, Saturn et ordinateur personnel (PC), et en jeu électronique,,,,,.